# دارين (كونيتيكت)
دارين (بالإنجليزية: Darien, Connecticut)‏ هي بلدة أمريكية تقع في الولايات المتحدة في كونيتيكت. يقدر عدد سكانها بـ 20,732 نسمة ومساحتها 60.6 كم2 وترتفع عن سطح البحر 16 متر.

## أعلام
- سبنسر بلات
- جيمي هانفورد
- إيثان ألين براون
- ألكس أندرو كيلي
- دانيال ريختر
- جيري موليغان
- روث راي
- رالف إيفانز
- باول سمارت
- جيمي لي
- جاكوب بيل